# Canterburyi Honorius
Szent Honorius (? – 653. szeptember 30.) 627 és 653 között Canterbury érseke volt.

## Élete
Rómában született. Azon kiválasztottak egyike lehetett, kiket I. Gergely küldött Angliába a terület megtérítése miatt. Ezzel szemben sokkal valószínűbbnek tűnik, hogy annak a második csoportban küldött misszionáriusok egyike volt, kiket 601-ben küldtek a szigetre. 627-ben Yorki Pauliniusz Lincolnban őt szentelte be a canterburyi érsekek sorába. Honorius levelet írt a pápának, hogy a Yorki püspökségnek adjon érsekségi rangot, s így mikor az egyik angliai érsek meghal, az utódot a másik be tudná szentelni. Ebbe a pápa beleegyezett, és palliumot küldött Paulinusnak, de ekkorra már rákényszerítették őt, hogy Northumbriából elhajózzon. Mikor Northumbriai Edgár halálát követően visszatért az országba, Honorius fogadta, és kinevezte a rochester-i püspökség élére.
Honorius tette visszafordíthatatlanná Anglia megtérítését. Ezt azzal érte el, hogy a burgundi származású Szent Félixet Dunwichba küldte. Erre azután került sor, hogy Félix azzal a szándékkal kereste fel az érseket, hogy ő misszionáriusként Kelet-Angliába szeretne utazni. Honorius ezután Félixet Kelet-Anglia első püspökévé szentelhette be, vagy már a kontinensen felszentelték. Az is lehetséges, hogy a kontinensen töltött száműzetése ideje alatt István kelet-angliai király a kontinensen találkozott Félixszel, s ő állhatott találkozójuk mögött. Azon felül, hogy segített Félixnek, ő szentelte be az első angolszász püspököt, a rochesteri Itahamart is, kit ezen a poszton szintén egy angliai származású követett.
Honorius 653. szeptember 30-án meghalt. A Canterburyi Szent Ágoston-apátságban temették el. Később szentté avatták, emléknapja szeptember 30.